# Estado dual
El Estado dual es un modelo en el que el funcionamiento de un Estado se divide en un Estado de normas (Normenstaat), que opera según normas y regulaciones definidas, y un Estado de medidas (Massnahmenstaat), que es «el sistema político de arbitrariedad y violencia ilimitadas cuya actuación no se ve restringida por ninguna clase de garantías jurídica». Fue acuñado por Ernst Fraenkel para describir el funcionamiento del Estado nazi, especialmente la ley en la Alemania nazi, y descrito en su libro El Estado dual. Contribución a la teoría de la dictadura.
Aunque originalmente se concibió como un análisis de Estados autoritarios, algunos elementos del Estado de medidas están presentes en las democracias. El modelo también se ha aplicado a otros estados, como Israel, Estados Unidos, Sudáfrica, Italia fascista, China, y la Rusia del siglo XXI, así como el Líbano.